# Expo 2010

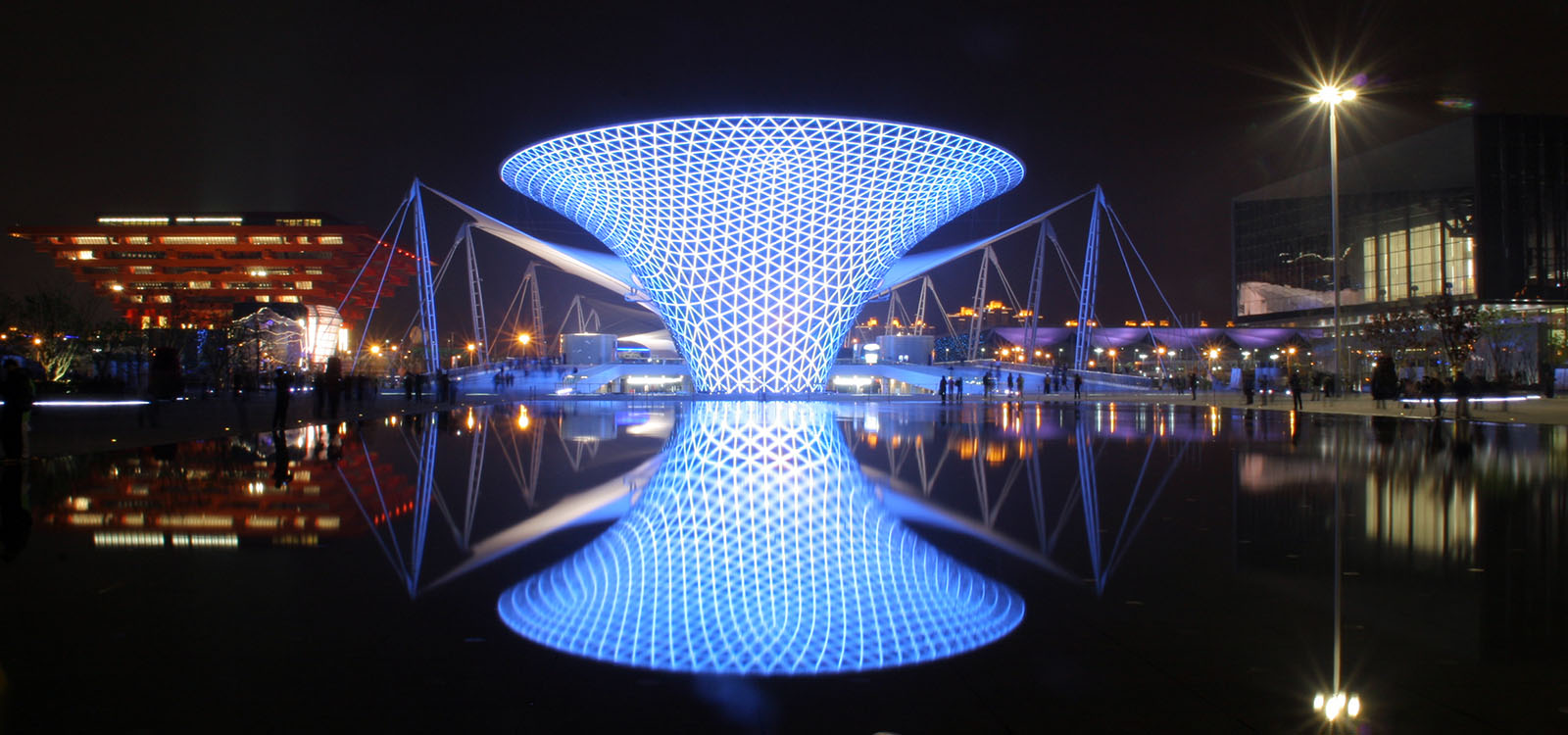
Eixo da Expo, à noite

Expo 2010, oficialmente Expo 2010 Shanghai China (chinês simplificado: 中国2010年上海世界博览会 ; chinês tradicional: 中國2010年上海世界博覽會 ; pinyin: Zhōngguó Èrlíngyīlíng Nián Shànghǎi Shìjìe Bólǎnhuì), foi uma exposição realizada em ambas as margens do rio Huangpu na cidade de Xangai, República Popular da China, de 1 de maio a 31 de outubro de 2010. 
Foi uma exposição universal, na tradição das feiras e exposições internacionais. O tema da exposição foi "Cidade melhor, vida melhor" e significa o novo status de Xangai no século XXI como a "próxima grande cidade global".
O logotipo da exposição retrata o caractere chinês 世 ('mundo', do chinês "shì") modificado para representar três pessoas junto com o ano de 2010. Foi a Expo mais cara da história das feiras do mundo. A Exposição Universal de Xangai tem também o maior local para realização de feiras do mundo já feito, com 5,23 quilômetros quadrados.
Mais de 190 países e mais de 50 organizações internacionais se registraram para participar da Expo Universal de Shanghai, números nunca vistos antes. A China esperava receber cerca de 100 líderes estrangeiros e milhões de pessoas de todo o mundo para vir e visitar a Expo. Foi esperado mais de 70 milhões de visitantes, o maior da história.

## Pavilhões
Pavilhão de Portugal